# Odarka (inslagkrater)
Odarka is een inslagkrater op Venus. Odarka werd in 1997 genoemd naar de Oekraïense voornaam Odarka.
De krater heeft een diameter van 7 kilometer en bevindt zich in het quadrangle Vellamo Planitia (V-12), ten zuiden van Nephele Dorsa en Vellamo Planitia.